# Stazione di Erlangen
La stazione di Erlangen è una stazione ferroviaria posta sulla linea Norimberga-Bamberga. Serve la città tedesca di Erlangen.
In passato, la stazione era origine di due linee locali, dirette rispettivamente a Gräfenberg e a Herzogenaurach.

## Storia
La stazione di Erlangen venne attivata il 1º ottobre 1844 contemporaneamente alla tratta Norimberga-Bamberga della Ludwig-Süd-Nord-Bahn.
Il piccolo fabbricato viaggiatori d'origine, divenuto rapidamente insufficiente alle esigenze, venne presto sostituito da un nuovo fabbricato, tuttora in uso.
Alcuni decenni dopo la stazione divenne capolinea di due ferrovie locali: nel 1886 la linea per Gräfenberg e nel 1894 la linea per Herzogenaurach, entrambe non più attive.

## Strutture e impianti
Il fabbricato viaggiatori, molto simile all'originario fabbricato della stazione di Würzburg, fu costruito nel cosiddetto "stile Massimiliano"; negli anni precedenti la prima guerra mondiale venne ampliato con l'aggiunta di un avancorpo anteriore che ne snaturò le proporzioni.

## Interscambi
- Fermata autobus